# Cratystylis
Cratystylis é um género botânico pertencente à família Asteraceae.